# Watchmen
Watchmen (Vigilantes en español) es una serie de comic books creada por el guionista Alan Moore, el dibujante Dave Gibbons y el entintador John Higgins. La serie fue publicada por la compañía estadounidense DC Comics durante los años 1986 y 1987 como una serie limitada de 12 números. Ha sido reeditada varias veces y traducida a distintos idiomas, entre ellos el español, además de obtener prestigiosos premios, como el Hugo. Watchmen se originó a partir de una propuesta de la historia de Moore a DC presentando a los personajes superhéroes que la empresa había adquirido de Charlton Comics. Como la historia propuesta por Moore habría dejado a muchos personajes inservibles para futuras historias, el redactor jefe Dick Giordano convenció al escritor de crear personajes originales en su lugar.
Moore utilizó la historia como un medio para reflejar las ansiedades contemporáneas y criticar el concepto de superhéroe. Watchmen presenta una historia alternativa donde los superhéroes surgen en los años 1940 y 1960, ayudando a los Estados Unidos a establecer la hegemonía mundial a través de la Operación Cóndor y la guerra de Vietnam. El país se está desplazando hacia una guerra nuclear con la Unión Soviética, los vigilantes disfrazados han sido declarados ilegales y la mayoría de los superhéroes anteriores se encuentran en retiro o trabajan para el gobierno. La historia se centra en el desarrollo personal y de las luchas de los protagonistas como una investigación sobre el asesinato de un superhéroe patrocinado por el gobierno que los saca de su retiro, y, finalmente, los lleva a enfrentarse a un complot que evita la guerra nuclear matando a millones de personas.
Creativamente, el foco de Watchmen radica en su propia estructura. Gibbons utiliza un diseño de cuadrícula de nueve paneles en toda la serie y añade símbolos recurrentes, tales como un smiley manchado de sangre. Todos los capítulos, excepto el último, presentan documentos ficticios que se suman al trasfondo de la serie, y el relato se entrelaza con el de la otra historia, un cómic sobre piratas titulado Relatos del Navío Negro, que uno de los personajes lee. Estructurada como una narración no lineal, la historia salta a través del espacio, el tiempo y la trama. Watchmen ha recibido elogios de la crítica tanto en el cómic como en la prensa y es considerado por la crítica como un texto seminal en el medio del cómic, siendo situado en la Lista de las 100 Mejores Novelas de Time. Después de varios intentos de adaptar la serie a un largometraje, Watchmen del director Zack Snyder fue estrenada en 2009.
En noviembre de 2017, Geoff Johns y Gary Frank crearon una serie secuela titulado El Reloj del Juicio Final como parte de la iniciativa DC Rebirth.

## Gestación
Alan Moore, que deseaba superar la percepción habitual del cómic como género destinado al consumo juvenil, creó Watchmen como un intento de realizar «una Moby-Dick de superhéroes; algo que tuviese esa clase de peso, esa clase de intensidad». Moore citó a William Burroughs como una de sus «principales influencias» durante la gestación de la obra. El autor comentó que admiraba el uso que Burroughs hacía de «símbolos repetidos que acabarían repletos de significado» en la única tira que realizó, publicada en la revista británica Cyclops.

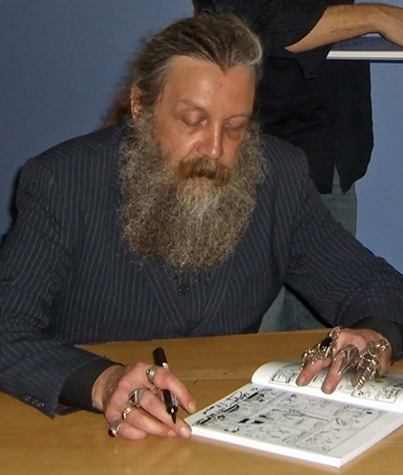
Alan Moore, autor del guion de la obra.

Moore y Gibbons concibieron una historia que llevaría a «superhéroes convencionales y pasados de moda a un ámbito completamente nuevo». Moore buscó inspiración en un principio en Mighty Crusaderes, difunta serie de superhéroes de MLJ Comics. Pensaba que presentar la muerte de uno de esos superhéroes poco convincentes de los sesenta o setenta era un buen punto de partida para un cómic que quisiese mostrar una imagen poco habitual de estos personajes.
Dick Giordano, que había trabajado para Charlton Comics, sugirió usar un reparto formado por viejos personajes de Charlton, que habían sido recientemente adquiridos por DC Comics. No obstante, los héroes de Charlton estaban siendo paulatinamente integrados en el Universo DC. Como Moore y Gibbons deseaban trabajar en un guion serio, en el cual algunos de los protagonistas morirían, usar los héroes de Charlton no era factible. Giordano sugirió entonces que los dos autores comenzaran desde cero, creando a sus propios personajes. Así, aunque varios de los héroes de Watchmen están ligeramente basados en los de Charlton (el Doctor Manhattan estuvo inspirado por el Capitán Átomo, Rorschach se basó en la Pregunta y Búho Nocturno -Nite Owl- se basó ligeramente en Blue Beetle), Moore decidió crear personajes que solo recordasen en última instancia a los de Charlton.
Originalmente Moore y Gibbons tenían únicamente material para seis entregas, por lo que optaron por «intercalar entre los números dedicados a dirigir la trama otros que realizasen un retrato biográfico de alguno de los protagonistas principales». Durante este proceso, Gibbons tenía una gran autonomía para desarrollar la apariencia visual de Watchmen. Introdujo detalles en la obra en los que Moore no reparó hasta más adelante pues, en opinión de este último, Watchmen estaba escrito para ser comprendido solamente después de varias lecturas.

## Título
El título del cómic está tomado de la frase quis custodiet ipsos custodes? («¿quién vigila a los vigilantes?», en inglés: «who watches the watchmen?»), perteneciente a la Sátira VI del poeta Décimo Junio Juvenal (siglo I - siglo II). La composición trata acerca de las mujeres. En su contexto original, la cita alude a la dificultad de forzar a la mujer a tener un comportamiento moral adecuado debido a la corruptibilidad de los hombres que la custodien:

audio quid ueteres olim moneatis amici,
«pone seram, cohibe».
 sed quis custodiet ipsos custodes?
Oigo lo que me aconsejáis desde hace tiempo mis viejos amigos:
«Echa el cerrojo y mantenla encerrada».
Pero ¿quién vigilará a los propios vigilantes?
Juvenal, Sátiras, VI 346-348

Juvenal muestra en sus sátiras los vicios de la sociedad de la Antigua Roma. Por su parte, en Watchmen los autores se centran en exponer las debilidades de los superhéroes enmascarados, lo que contrasta con el enfoque tradicional de la mayoría de los cómics en sus poderes y en su fortaleza. En este sentido, Moore intenta adoptar un punto de vista más «valiente» que el que se suele encontrar en el género.

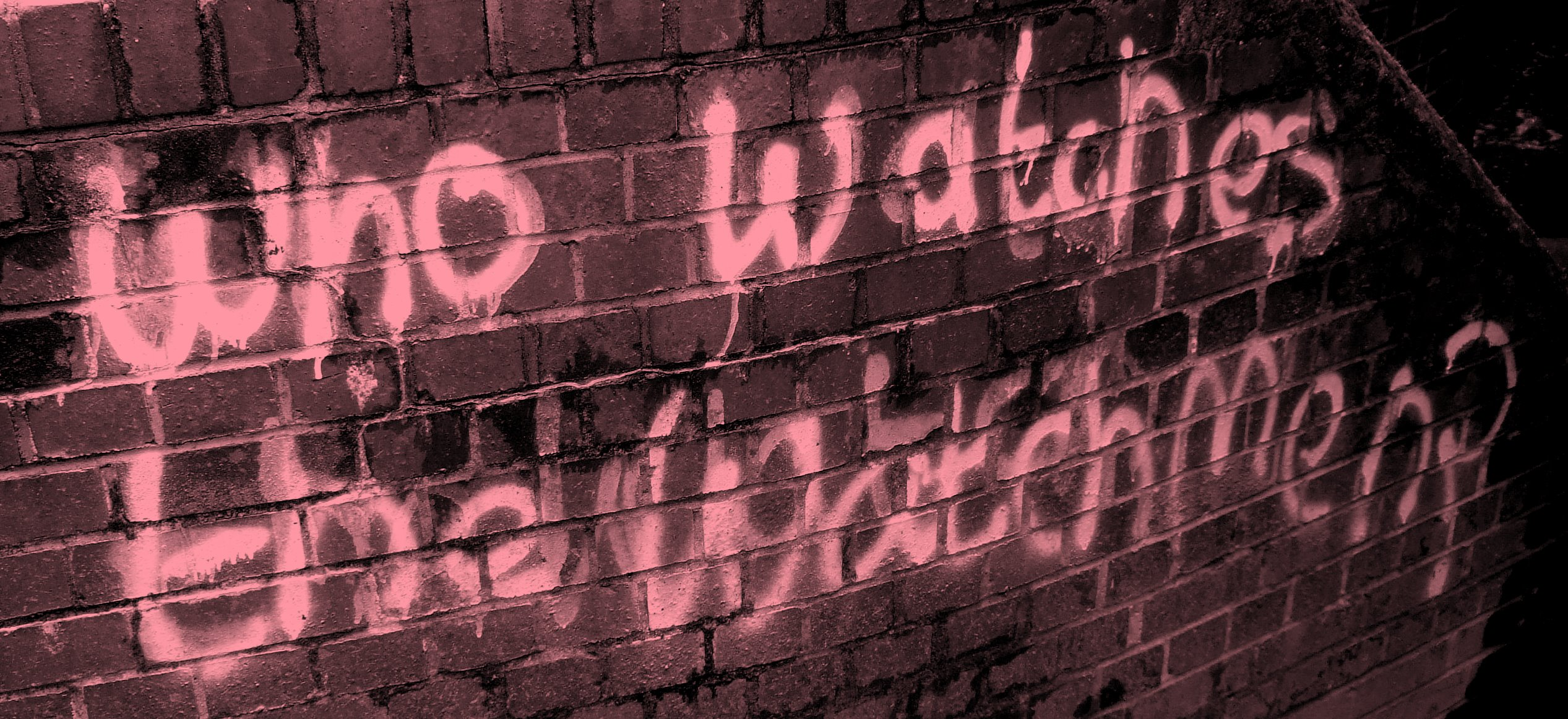
Grafiti «¿quién vigila a los vigilantes?».

El grafiti «¿quién vigila a los vigilantes?» aparece varias veces en la historia escrito en las paredes de la ciudad de Nueva York (aunque la frase completa nunca se ve, sino que está siempre parcialmente oculta, cortada por el borde de la viñeta o inacabada). Estas pintadas se producen debido a la existencia de una ley, la «Ley Keene», que prohíbe las actividades de los héroes. Dicha ley surgió impulsada por las protestas de los ciudadanos y una huelga de policías. Por tanto, el grafiti es una muestra del cambio que se ha producido en la opinión pública ante este asunto. En una de las escenas del cómic, tras un enfrentamiento con manifestantes opuestos a los enmascarados, el Búho Nocturno II le pregunta al Comediante: «¿de quién los estamos protegiendo?», a lo que este último contesta: «de ellos mismos».

## Estructura y punto de vista

Disposición de las viñetas en las páginas centrales del capítulo Aterradora simetría.

Esta serie de comic books está dividida en doce capítulos. Cada uno de ellos constituyó una entrega de la serie limitada elegida para editar por primera vez la obra. Los primeros números comenzaron a publicarse en el año 1986. Cada capítulo arranca con un primer plano de algún detalle de la primera viñeta, que sirve de portada en la edición original. También hay un epígrafe al comienzo de cada número, que aparece abreviado y se emplea como título del capítulo. La cita se reproduce íntegra al final del número, mencionando al autor de la misma: cumple entonces la función de resumir los hechos que acaban de tener lugar.
Watchmen contiene una serie de documentos ficticios acerca de la biografía de los protagonistas que se presentan como apéndices al final de cada capítulo, con la excepción del último. Escritos como el retrospectivo Bajo la máscara (en inglés: Under the Hood), dedicado al primer Búho Nocturno, ayudan al lector a situar cronológicamente diversos hechos a los que aluden los personajes y a comprender los cambios que se produjeron en la percepción de los enmascarados por parte de la opinión pública a lo largo de las décadas. En ocasiones, estos documentos revelan detalles personales de la vida privada de los aventureros, como los informes de arresto y evaluación psiquiátrica de Rorschach. También se incluyen informes militares y artículos de prensa y revistas.
Al leer Watchmen, el lector se encuentra mayoritariamente con un punto de vista objetivo: se le permite conocer las acciones, diálogos, expresiones faciales y lenguaje corporal de los personajes. Sin embargo, a diferencia de lo que sucedía en la mayoría de cómics del momento, Moore no empleó bocadillos para mostrar los pensamientos de los protagonistas, No obstante, en muchos capítulos se incluyen largas secciones que muestran los recuerdos de los personajes o se incluyen entradas de diarios, lo que, junto a los documentos de los apéndices, ayuda a aclarar los pensamientos y sentimientos de los protagonistas a lo largo de la novela. Esta opción es una muestra del enfoque cinemático con el que se presenta la acción en Watchmen.
La primera persona narrativa se utiliza en la novela, aunque de modo menos frecuente. Así, se usan flashbacks para ayudar al lector a entender los hechos que suceden en la narración, pero también para comparar las diferencias existentes entre la historia alternativa de Watchmen y la real. Por ejemplo, los recuerdos del Dr. Manhattan acerca de la guerra de Vietnam recalcan cómo la existencia de este personaje y la del Comediante contribuyó a alterar la historia del mundo.
En cada página de Watchmen se suelen disponer las viñetas en un mosaico tres por tres, con escasas concesiones. El objetivo es «dar menos pistas al lector acerca de cómo va a reaccionar ante cada escena; de igual modo, se aumenta la sensación de realismo y se distancia a la novela de los estándares habituales en los cómics». El capítulo V, Aterradora simetría está dibujado de tal modo que la disposición de viñetas de la primera página es la imagen especular de la disposición de la última, la segunda lo es de la penúltima, etc. El efecto culmina en las dos páginas que se muestran al abrir por la mitad el capítulo, la 14 y la 15, que también se reflejan en este sentido. Además, la primera viñeta y la última de Aterradora simetría son prácticamente idénticas.
En Watchmen es frecuente que se desarrollen de modo paralelo dos secuencias de hechos diferentes con alguna relación. Por ejemplo, el momento que vive un personaje y lo que está recordando o el cómic que lee un personaje y lo que sucede a su alrededor. Las viñetas de una de las secuencias se intercalan entre las de la otra y, con frecuencia, los diálogos o comentarios que pertenecen a una de ellas aparecen en la segunda. En estos casos, el texto toma pleno sentido en ambas secuencias, aunque su significado difiere en cada una.

## Historia
Watchmen se desarrolla en una realidad alternativa que refleja fielmente el mundo contemporáneo de la década de 1980. La principal diferencia es la presencia de superhéroes. El punto de divergencia se produce en el año 1938 y muestra cómo su existencia ha afectado o alterado de manera dramática los resultados de la guerra de Vietnam y la presidencia de Richard Nixon. De acuerdo con el realismo de la serie, aunque los vigilantes disfrazados de Watchmen se denominan comúnmente "superhéroes", el único personaje que posee poderes sobrehumanos es el Dr. Manhattan. cuya existencia le ha dado a Estados Unidos una ventaja estratégica sobre la Unión Soviética, lo cual ha aumentado las tensiones entre las dos naciones. Con el tiempo, los superhéroes se vuelven impopulares entre la policía y el público, causando la promulgación de leyes en 1977 que los prohíben. Mientras muchos héroes están retirados, el Dr. Manhattan y el Comediante operan como agentes aprobados por el gobierno, y Rorschach continúa operando fuera de la ley.
El reparto de la novela se basó en un principio en los viejos personajes de MLJ Comics y, con posterioridad, en los de Charlton Comics. El Comediante (Edward Blake) está basado en Peacemaker, el Dr. Manhattan (Jon Osterman) partía del personaje del Capitán Átomo, mientras que los dos Búhos Nocturnos (Hollis Mason y Dan Dreiberg) estaban basados en los dos primeros Blue Beetle. Peter Cannon sirvió de inspiración para Ozymandias (Adrian Veidt), mientras que la Pregunta y Mr. A lo fueron para Rorschach (Walter Kovacs). Finalmente, los dos Espectros de Seda (Sally Jupiter y Laurie Juspeczyk) sólo tienen en común con Nightshade la condición de ser mujeres. Moore ha afirmado que los dos Espectros están más relacionados con diferentes aspectos de Canario Negro y de Phantom Lady.

### Trama
En octubre de 1985, la policía de Nueva York está investigando el asesinato de Edward Blake. Como la policía no tiene buenos resultados, el vigilante disfrazado Rorschach decide investigar más. Descubriendo que Blake es en realidad el Comediante, un héroe disfrazado y agente del gobierno, Rorschach cree que ha descubierto un complot para terminar con los vigilantes disfrazados y decide advertir a sus cuatro compañeros jubilados: Dan Dreiberg (anteriormente el segundo Búho Nocturno), el súperpoderoso y distante emocionalmente Dr. Manhattan (quien antes fuera el humano Jon Osterman) y su amante Laurie Juspeczyk (la segunda Espectro de Seda), y Adrian Veidt (el que alguna vez fue el héroe Ozymandias, el hombre más inteligente del mundo y dueño de un imperio comercial).
Después del funeral de Blake, el Dr. Manhattan es acusado en la televisión nacional de ser la causa del cáncer de sus amigos y antiguos colegas. Cuando el gobierno de Estados Unidos toma en serio las acusaciones, Manhattan se exilia a Marte. Al hacerlo, él lanza a la humanidad al caos político, con la Unión Soviética invadiendo Afganistán para sacar provecho de la debilidad percibida de América. Las creencias paranoicas de Rorschach aparecen justificadas cuando Adrian Veidt sobrevive a un intento de asesinato y Rorschach es víctima de un montaje para acusarlo por el asesinato de Moloch, un ex-supervillano.
Insatisfecha en su relación con Manhattan, Juspeczyk se muda con Dreiberg, con quien inicia un romance; se ponen sus antiguos trajes y reanudan su trabajo como vigilantes, al tiempo que se involucran cada vez más. Cuando Dreiberg empieza a creer en algunos aspectos de la teoría de conspiración de Rorschach, la pareja se encarga de sacarlo de la cárcel. El Dr. Manhattan, después de mirar hacia atrás en su propia historia personal, coloca el destino de su participación en los asuntos humanos en las manos de Juspeczyk, a quien teletransporta a Marte para que ésta justifique el concepto de inversión emocional. Durante el transcurso de la discusión, Juspeczyk se ve obligada a aceptar el hecho de que Blake, que alguna vez trató de violar a su madre, fue en realidad su padre biológico después de una segunda relación consensual. Este descubrimiento, que refleja la complejidad de las emociones y las relaciones humanas, re-despierta el interés del Dr. Manhattan en la humanidad.
En la Tierra, Nite Owl y Rorschach continúan investigando sobre la conspiración que rodea la muerte del Comediante y las acusaciones que llevaron al Dr. Manhattan al exilio. Entonces descubren evidencia de que Adrian Veidt puede estar detrás del plan. Rorschach escribe sus sospechas acerca de Veidt en su diario, y lo envía a New Frontiersman, un pequeño periódico de derecha de Nueva York. La pareja confronta a Veidt en su refugio antártico. Veidt explica que su plan fundamental es salvar a la humanidad de la inminente guerra atómica entre Estados Unidos y la Unión Soviética mediante la falsificación de una invasión alienígena en la Ciudad de Nueva York, que aniquilará a la mitad de la población de la ciudad. Él espera que las dos naciones se unan en contra de un supuesto enemigo común. También revela que fue el culpable de la muerte del Comediante, de que los amigos del Dr. Manhattan contrajeran cáncer y del encarcelamiento de Rorschach por Moloch. Todo esto con el fin de evitar que su plan fuera expuesto. Encontrando su lógica cruel y repugnante, Nite Owl y Rorschach tratan de detenerlo, pero descubren que Veidt ya había incorporado su plan, hace ya treinta y cinco minutos.
Cuando el Dr. Manhattan y Juspeczyk llegan de regreso a la Tierra, se enfrentan a una destrucción y a una gran escala de muertes en Nueva York. El Dr. Manhattan avisa que sus capacidades están limitadas por los taquiones que emanan de la Antártida, y el par se teletransporta allí. Descubren la participación de Veidt y se enfrentan a él. Veidt muestra emisiones de noticias de todo el mundo que confirman el cese de las hostilidades y la cooperación mundiales contra una nueva amenaza, lo que hace que casi todos los presentes estén de acuerdo en ocultar la verdad de Veidt para mantener al mundo unido. Rorschach se niega a ceder y se va, con la intención de revelar la verdad. El Dr. Manhattan lo detiene durante su camino de regreso, y Rorschach le dice que tendría que matarlo para evitar que revele las acciones de Veidt, a lo que Manhattan responde vaporizándolo. Manhattan se pasea por la base y se encuentra a Veidt, que le dice a Manhattan si hizo lo correcto al final. En respuesta, Manhattan dice que Nada termina antes de salir de la Tierra hacia una galaxia diferente. Dreiberg y Juspeczyk se esconden bajo nuevas identidades y continúan con su romance. De vuelta en Nueva York, el editor de New Frontiersman se queja de tener que tirar de una columna de dos páginas sobre Rusia debido al nuevo clima político. Le pide a su asistente que encuentre un poco de material de relleno desde el archivo de manivela, una colección de propuestas rechazadas en el papel, muchas de los cuales ni siquiera habían sido revisadas. La serie termina con el joven llegando hacia el montón de propuestas descartadas, donde se encuentra el Diario de Rorschach.

### Relatos del navío negro
Relatos del navío negro es el nombre del cómic que lee uno de los personajes secundarios en el relato de Watchmen. Constituye un ejemplo de metaficción postmodernista. Los números de este cómic que muestran narran los intentos desesperados de un náufrago para regresar a casa y advertir a su familia de la inminente llegada del Navío Negro, un barco pirata tripulado por las almas de los muertos. Para marcharse de la isla desierta en la que se encuentra, el náufrago usa los cuerpos de sus antiguos compañeros de tripulación para construir una balsa. Tras una tormentosa travesía, en la que incluso tiene que hacer frente al ataque de un grupo de tiburones, el hombre finalmente consigue llegar a una playa cercana a su destino. Pensando que su ciudad ya debe estar bajo control pirata, asesina a una pareja a caballo y se infiltra vistiendo la ropa del hombre. A fin de salvar a su familia, ataca a un supuesto vigilante nocturno en su casa. No obstante, este guardia resulta ser su propia mujer: el náufrago se da en cuenta que no se ha producido ningún ataque y que la desesperación y la ira le han hecho perder el juicio. El hombre regresa a la playa, donde divisa finalmente al Navío Negro acercándose hacia él. Comprende entonces que la única vida que el navío desea reclamar es la suya.
La idea de un cómic de piratas fue concebida por Moore porque Gibbons y él pensaron que ya que en la historia de Watchmen los superhéroes forman parte de la vida cotidiana de los ciudadanos, estos «probablemente no estarían interesados en absoluto por los cómics de superhéroes». Gibbons sugirió la idea de un tema de piratas, con lo que Moore se mostró de acuerdo ya que él era un gran fan de Bertolt Brecht. «Navío Negro» alude a la canción Seeräuberjenny, de la obra con libreto de Brecht Die Dreigroschenoper. Un dibujante de cómics real, Joe Orlando, se menciona en Watchmen como uno de los autores principales de Relatos del navío negro.
El cómic lo lee un adolescente que se sienta al lado de un quiosco, cuyo propietario suele aparecer hablando de las últimas noticias y comentándolas con sus clientes. Como ya se ha comentado, diversos fragmentos del cómic se yuxtaponen a sucesos que tienen lugar en la historia principal de Watchmen y los comentarios de los primeros frecuentemente se incluyen en las viñetas correspondientes a los segundos. Moore ha comentado que la historia del navío termina describiendo la historia del propio Adrian Veidt, quien en su diálogo final con Jon admite tener una recurrente pesadilla en la que «sueño que nado hacia un asqueroso... [navío]». Además, la historia del cómic también está relacionada con «Rorschach y su captura, se relaciona con el exilio del Dr. Manhattan a Marte; se puede usar como contraposición para todas estas partes de la historia». Moore comentó que pensaba que la viñeta inicial del tercer capítulo, en la que aparecía el símbolo de contaminación radiactiva se parecía al «dibujo estilizado de un barco negro». Así, dicho símbolo representaría a «un barco negro bajo un cielo amarillo».

## Personajes
Con Watchmen, la intención de Alan Moore fue crear cuatro o cinco "formas radicalmente opuestas" de percibir el mundo y darle a los lectores de la historia el privilegio de determinar cuál era moralmente el más comprensible. Moore dijo: "Lo que queríamos hacer era mostrar toda esta gente, con todos sus defectos. Mostrando que incluso el peor de ellos tenía que hacer algo por ellos, e incluso el mejor de ellos tiene sus defectos."
- Edward Blake / El Comediante (The Comedian): Uno de los dos héroes sancionados por el gobierno (junto con el Dr. Manhattan), que permanece activo después de que la Ley Keene es aprobada en 1977 para prohibir a los superhéroes. Su asesinato, que se produce poco antes de que el primer capítulo iniciara, establece el argumento de Watchmen en movimiento. El personaje aparece a lo largo de la historia en flashbacks y los aspectos de su personalidad se revelan por los otros personajes. El Comediante está basado en el personaje de Charlton Comics Peacemaker, con elementos añadidos del espía de Marvel Comics Nick Fury. Moore y Gibbons veían al Comediante como "una especie de personaje de Gordon Liddy, solo que mucho más grande, un tipo más duro". Richard Reynolds describió al Comediante como "despiadado, cínico, nihilista, y sin embargo capaz de un conocimiento más profundo que los otros en el papel de héroes disfrazados". A pesar de que trató de violar a la primera Espectro de Seda en la década de 1940, el número nueve revela que, años más tarde, es el padre de su hija Laurie como parte de una relación sexual consentida.
- Jon Osterman / Doctor Manhattan: Un ser con superpoderes que es contratado por el gobierno de Estados Unidos. El científico Jon Osterman ganó el poder sobre la materia, cuando quedó atrapado en un "Campo Subtractor Intrínseco" en 1959. El Dr. Manhattan está basado en el Capitán Átomo de Charlton, que en la propuesta original de Moore fue rodeado por la sombra de la amenaza nuclear. Sin embargo, el escritor descubrió que podía hacer más con Manhattan como "una especie de superhéroe cuántico" de lo que podría tener con el Capitán Átomo. En contraste con otros superhéroes que carecían de la exploración científica de sus orígenes, Moore trató de ahondar en la física nuclear y la física cuántica en la construcción del personaje del Dr. Manhattan. El escritor cree que un personaje que vive en un universo cuántico no percibe el tiempo con una perspectiva lineal, que influye en la percepción del personaje de los asuntos humanos. Moore también quería evitar la creación de un personaje sin emociones como Spock de Star Trek, así que buscó al Dr. Manhattan para mantener los "hábitos humanos" y para crecer lejos de ellos y de la humanidad en general. Moore había creado al personaje azul Rogue Trooper, y explicó que volvería a usar el motivo de la piel azul de Manhattan, ya que se asemeja a la tonalidad de la piel, pero con un tono diferente. Moore incorporó el color a la historia, y Gibbons señaló que el resto de la gama de colores del cómic hicieron a Manhattan único. Moore recordó que no estaba seguro si DC permitiría a los creadores representar al personaje totalmente desnudo, que en parte influyó la forma en la que interpretó al personaje. Gibbons quería ser de buen gusto en la representación de la desnudez de Manhattan, seleccionando un cuidado cuando estén llenos los tiros frontales que se producen y hacer "discretos" los genitales -como una escultura clásica- para que en principio el lector no lo notara.
- Daniel Dreiberg / Búho Nocturno II (Nite Owl): Un superhéroe retirado que utiliza gadgets con el tema de búhos. Búho Nocturno II se basó en la versión del Escarabajo Azul de Ted Kord. Paralelamente a la forma en que Ted Kord tenía un antecedente, Moore también incorporó a un antiguo aventurero que utilizaba el nombre de Búho Nocturno, el luchador contra el crimen jubilado Hollis Mason, en Watchmen. Mientras que Moore diseñaba notas del personaje para que Gibbons trabajara, el artista le dio un nombre y un diseño de vestuario para Hollis Mason que había creado cuando él tenía doce años. Richard Reynolds señaló en Superhéroes: Una Mitología Moderna que a pesar de que tiene raíces del personaje de Charlton, el modus operandi de Búho Nocturno II tiene más en común con el personaje de DC Comics, Batman.
- Adrian Veidt / Ozymandias: Con la inspiración de Alejandro Magno, Veidt fue alguna vez el superhéroe Ozymandias, pero se retiró para dedicar su atención a la gestión de sus propias empresas. Veidt se cree que es el hombre más inteligente del planeta. Ozymandias se basa directamente en Peter Cannon, Thunderbolt; a Moore le gustó la idea de que su personaje utiliza el "100% de su cerebro" y "tiene bajo control su bienestar físico y mental". Richard Reynolds señaló que por tomar la iniciativa para "ayudar al mundo", Veidt muestra un rasgo que normalmente se le atribuyen a los villanos de las historias de superhéroes, y en cierto sentido, él es el "villano" de la serie. Gibbons señaló que "Uno de sus peores pecados es una especie de mirar hacia abajo el resto de la humanidad, menospreciándola".
- Walter Joseph Kovacs / Rorschach: Un vigilante que lleva una máscara blanca que contiene un patrón de manchas de tinta simétricas, pero en constante cambio, continúa combatiendo la delincuencia, a pesar de su condición fuera de la ley. Moore dijo que estaba tratando de "llegar a esta quintaesencia del personaje de Steve Ditko, alguien que tiene un nombre gracioso, cuyo apellido comienza con una "K", que tiene una extraña máscara diseñada". Moore se basa en Mr. A para la creación de Rorschach; el personaje de Charlton de Ditko Question también sirvió como modelo para la creación de Rorschach. El historiador de cómics Bradford W. Wright describe la visión del mundo del personaje como "un conjunto de blanco y negro que toma muchas formas, pero nunca se mezclan en tonos de gris, similar a las pruebas de manchas de tinta de su homónimo". Rorschach ve la existencia como al azar y de acuerdo a Wright, este punto de vista deja al personaje "libre para garabatear su propio diseño en un mundo moralmente en blanco". Moore dijo que no previó la muerte de Rorschach hasta la cuarta edición cuando se dio cuenta de que su rechazo al compromiso no lo haría durar mucho tiempo más en la historia.
- Laurie Juspeczyk / Espectro de Seda II: La hija de Sally Jupiter (la primera Espectro de Seda, con quien tiene una tensa relación), y El Comediante. Ella había sido la amante del Dr. Manhattan desde hace años. Mientras que Espectro de Seda estaba basada en el personaje de Charlton Comics, Nightshade, Moore no estaba impresionado con el personaje y atrajo a más heroínas como Canario Negro y Phantom Lady.

## Temas tratados
Watchmen se caracteriza por el realismo con el que aborda el mundo de los superhéroes. Los temas que se tratan en la obra destacan ante el lector la condición humana de los protagonistas. Uno de ellos es el de la percepción social de la autoridad, especialmente en el contexto de EE. UU. (ver Movimiento de milicias de Estados Unidos). El tratamiento que la novela realiza de esta temática se puede resumir en la frase «¿quién vigila a los vigilantes?». Desde el punto de vista weberiano, el ejercicio de la autoridad es raramente aprobado moralmente por aquellas personas que no la poseen; la autoridad institucionalizada simplemente se tolera debido a su poder social. Los aventureros de Watchmen, antes de la aprobación de la ley de Keene, son los representantes de la institución de los superhéroes. En un principio, su autoridad es respetada, aunque finalmente es puesta en duda y surgen peticiones de responsabilidad. Este cuestionamiento de la autoridad se inspira en la oposición a la guerra de Vietnam y en el movimiento por los derechos civiles, tratados en Watchmen.
Estas ideas también aparecen en la «antiveneración» con la que, en palabras del postmodernista Gregory J. Golda, se presenta a los superhéroes en la novela (como personas «irritadas e ineptas, chapadas a la antigua»). Según Golda, la antiveneración «atribuye al lector la responsabilidad directa de las normas sociales destructivas al atacar los principios más queridos por la sociedad. Esta falta de respeto por el pasado es el quid de Watchmen».
En la obra se muestra cómo los superhéroes son percibidos en un primer momento como auténticos dioses merecedores de adoración, en especial el Dr. Manhattan, para después realizar una deconstrucción de dichos personajes, que revela defectos que los hacen menos valiosos a ojos de la gente. En uno de los apéndices incluidos al final de cada capítulo, el antiguo jefe de Osterman, Milton Glass, señala que ante el conocimiento de la existencia del Dr. Manhattan declaró que «Dios existe y es estadounidense». No obstante, a pesar de las críticas que van surgiendo en torno a las figuras de los héroes, todavía hay espacio para su culto en la forma descrita por el ensayista e historiador Thomas Carlyle, recogida en Watchmen. Carlye, que influyó en la temprana filosofía fascista, opinaba que el heroísmo no residía en los defectos o en la falta de «perfección moral» de una persona, sino en la capacidad de la misma para enfrentarse a estas dificultades. Para Carlyle, atacar a los héroes por sus puntos débiles es el comportamiento propio de aquellos que buscan consuelo en lo convencional (de los «criados», de acuerdo con la frase «ningún hombre es un héroe para su criado»). En sintonía con este punto de vista, en la novela Rorschach incluso llega a calificar de «lapsos morales de un hombre que murió por su patria» al intento de violación del Comediante al primer Espectro de Seda. Estas ideas inspiradas por Carlyle también se manifiestan cuando Ozymandias, durante una conversación con Rorschach, se refiere al Comediante como «un nazi». Además, para abundar en esta presentación de los superhéroes como fascistas, la publicación de extrema derecha New Frontiersman aparece como la más ardiente defensora de sus actividades, llegando a publicar un artículo en su portada con el titular «El honor es como el halcón: a veces debe ir encapuchado».
El fin de la civilización y las teorías de conspiración están presentes en el argumento de la serie. La amenaza de una guerra nuclear que lleve a la humanidad a su fin se palpa durante toda la novela. De acuerdo con la interpretación que ofrece el director de cine Darren Aronofsky, «toda la motivación de Ozymandias consiste en impedir el fin del mundo». Por otro lado, el argumento está dirigido por una trama conspirativa principal. Rorschach está obsesionado con este tipo de teorías, con las que parece haberse familiarizado a través del New Frontiersman. Aronofsky sostiene que el tratamiento que Watchmen hizo de este tema fue pionero, aunque desde entonces «se ha convertido en muy popular debido a JFK y a The X-Files, ha entrado a formar parte de la cultura popular, por lo que el pensamiento de Rorschach ya no resulta tan excéntrico».
Otro de los temas que se tratan en la obra es el del determinismo. Golda describe la relación entre esta doctrina filosófica y el Dr. Manhattan, quien «vive su vida inmortal percibiendo tiempo y de los sucesos como inevitables. Se convierte en el símbolo del determinismo». En alusión a la analogía del relojero, empleada por William Paley para defender la existencia de dios, el Dr. Manhattan fue educado para desempeñar dicha profesión. Con frecuencia, es el propio Manhattan el que opina sobre los temas del determinismo y del libre albedrío, como cuando le comenta al segundo Espectro de Seda: «Todos somos títeres, Laurie. Yo sólo veo los hilos».
La megalomanía se aborda en la novela, pero no por medio de los villanos convencionales. En su lugar, Ozymandias se presenta como un idealista que busca en el pasado inspiración a fin de utilizar mejor su intelecto para ayudar a la humanidad. Veidt idolatra a Alejandro Magno y a Ramsés II, cuyo nombre en griego adopta para su identidad secreta. Otro personaje de DC, el Hombre Halcón también creía ser la reencarnación de un príncipe egipcio.
Un último tema del que se ocupa la novela es el de la moral, particularmente el debate entre absolutismo, consecuencialismo y relativismo moral. Cada uno de los aventureros parece adoptar una postura diferente ante este conflicto. Rorschach es un seguidor radical de la doctrina absolutista: cree que todos los criminales deben ser castigados por sus delitos y no vacila en recurrir a métodos extremos para lograrlo (por ejemplo, asesina a un violador múltiple). También niega toda influencia a la cultura o al contexto en sus actos. Muestra de ello es el mantra que pronuncia varias veces a lo largo del libro: «Ni siquiera delante del Armagedón. Nunca me rendiré». Veidt expresa lo siguiente sobre Rorschach: «Creo que es un hombre de gran integridad, pero ve el mundo en blanco y negro, en términos maniqueos».
El Comediante adopta posturas opuestas a las de Rorschach. El código moral de este personaje recibe diferentes calificativos a lo largo de la novela. El Dr. Manhattan lo describe como «deliberadamente amoral» y en algunos momentos el personaje parece prácticamente nihilista. En la primera reunión de los Vigilantes, el propio Comediante se retrata cuando explica que tratar de combatir al crimen organizado no tiene sentido ya que «dentro de treinta años las nucleares van a volar como insectos».
Ozymandias representa en la novela la visión utilitarista. Sus puntos de vista parecen reafirmarse al final de la obra: a pesar de que sus planes precisaban de la muerte de tres millones de neoyorquinos (y de un centenar de artistas y científicos de talento), los demás aventureros acceden a guardar silencio. Únicamente Rorschach se resiste a transigir: su fidelidad a sus principios acaba con su muerte a manos del Dr. Manhattan.

## Ilustraciones

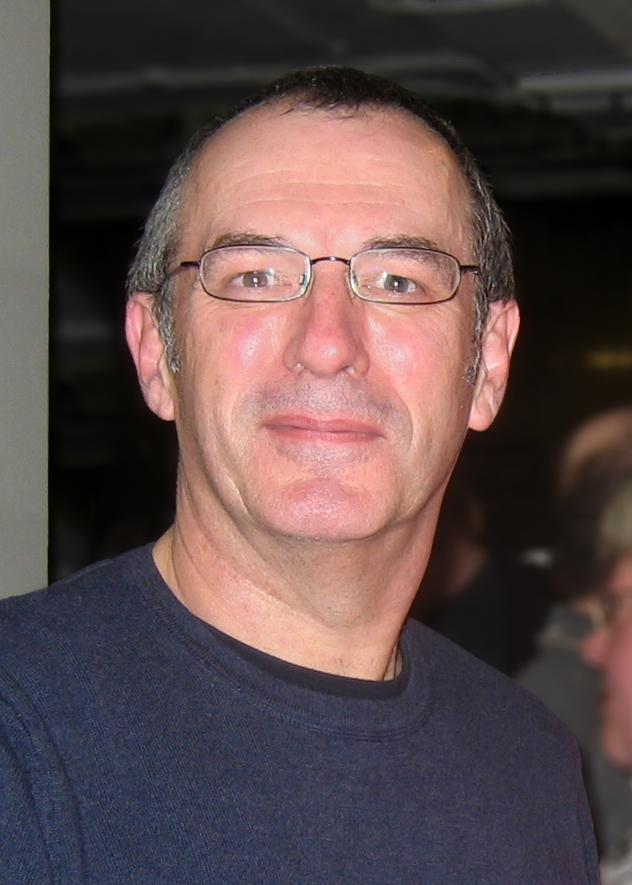
Dave Gibbons, dibujante de Watchmen.

El ilustrador en lápiz y tinta Dave Gibbons y el colorista John Higgins fueron los encargados de dar vida a los diferentes personajes de Watchmen. Para ello emplearon una serie de técnicas innovadoras, hicieron uso de un estilo que contenía elementos del cómic estadounidense de los años 40 y 50 y le transmitieron dosis de realismo a la obra. Gibbons, que había trabajado con Moore con anterioridad (por ejemplo, en un notable número de Superman: Para el hombre que lo tiene todo), evitó recurrir a la convenciones del género y desarrolló un estilo inspirado en los guiones gráficos para plasmar el guion escrito por Moore. Prácticamente todas las viñetas contienen detalles significativos o símbolos, como triángulos y pirámides, relacionados con la trama. Gregory J. Golda describe el trabajo de ilustración como «un homenaje a los estilos de las épocas de oro y plata de los cómics de superhéroes». También señala que «hay símbolos incluidos en esta obra que necesitan de todo un libro para ser dilucidados». Gibbons usó otras técnicas cinemáticas, como ocultar a los personajes principales tras objetos u otras personas, o incluso dejarlos fuera de la viñeta, concentrándose en otros elementos del entorno, a fin de evitar la atención extrema sobre los personajes principales que suele producirse en la mayoría de los cómics. Además, apenas usó trazos para indicar el movimiento, otra técnica corriente en la industria del cómic. En Watchmen, tan sólo aparecen líneas de movimiento acompañando a las pequeñas acciones, pero no están presentes en las escenas de lucha. En su lugar, Gibbons recurre a la «postura y a la sangre» para dotar de acción a los personajes, lo que «contribuye a la sensación de realismo [...] y constituye otra forma de distanciar a Watchmen de los cómics convencionales». Tampoco se incluyen los sonidos onomatopéyicos habituales.
Gibbons afirmó que la apariencia de los personajes fue obra suya, tomando como punto de partida las notas elaboradas por Moore. Por su parte, Moore atribuyó a Gibbons la creación de muchos de los iconos que aparecen en la obra, como el smiley que lleva el Comediante en su uniforme. Respecto a Rorschach, Gibbons sostuvo que es el sutil lenguaje corporal del personaje y no su máscara inspirada en el test de Rorschach el que indica el estado de ánimo del personaje. Además, el color empleado por John Higgins se apoyó principalmente en los colores primarios en lugar de usar una gama más amplia, de nuevo en un intento de imitar el estilo de los cómics clásicos.
Gibbons, que no fue educado en ninguna institución artística, menciona entre sus fuentes de inspiración a Norman Rockwell y a Jack Kirby. Su trabajo también muestra influencias de otros predecesores, como Will Eisner y Wally Wood (ambos mencionados por Gibbons), pero sin dejar de ser por ello menos original. Se le considera el precursor de artistas realistas del cómic más recientes como Alex Ross.

## Alusiones a iconos, arte e historia
El smiley manchado de sangre es una imagen que se presenta con recurrencia a lo largo de la historia, tanto en su forma original (como una insignia que lleva el Comediante, como la cara del comediante después de que una mujer vietnamita le realice un corte o en una camiseta manchada de kétchup) como sugerida (aparece en el cráter Galle de Marte, donde se derrumba el vehículo del Dr. Manhattan. También se presenta en el enchufe eléctrico manchado de sangre del cargador de vehículos situado al lado del quiosco y en la pantalla del radar de una base militar a la que acude Nixon. Además, el tiburón de Relatos del navío negro es herido en un ojo, justo donde el smiley tiene la mancha de sangre). En el ficticio intento de asesinato de Adrian Veidt también se ve en la rosa amarilla en su chaqueta.

Smiley con una mancha de sangre en su ojo derecho, similar al que usa el Comediante como insignia.
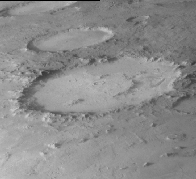
El cráter marciano de Galle, que se muestra en esta imagen de la NASA, aparece en Watchmen sugiriendo el motivo recurrente del smiley.
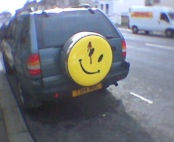
Imagen de un smiley en la parte trasera de un jeep.

En las portadas de las entregas originales aparecía un reloj que se adelantaba un minuto por número hasta las doce en punto (medianoche). Esta es una referencia al Reloj del Apocalipsis, que aparece en la publicación The Bulletin of the Atomic Scientists de la Universidad de Chicago y que es un símbolo creado para alertar a la sociedad de los peligros de las armas nucleares. En una de las viñetas, se puede ver un periódico encima de la mesa del despacho de Adrian Veidt en el que se señala que este reloj se ha colocado a cinco minutos de la medianoche.
En la historia se encuentran muchas referencias a relojes. Por ejemplo, Jon Osterman fue educado en un principio para ser relojero, el oficio de su padre (en la cita de Albert Einstein que acompaña al capítulo IV, este físico confiesa ante los peligros de la energía atómica que «de haberlo sabido, me habría hecho relojero»). Además, el accidente que provoca la transformación de Jon Osterman en el Dr. Manhattan se produce porque Janey Slater se olvida su reloj. También aparecen muchos relojes marcando las 11:25 justo en el momento en el que se teletransporta al «alienígena». Por otra parte, la técnica de teletransporte usada por Veidt emplea taquiones, unas partículas hipotéticas muy socorridas por los autores de ciencia ficción. Los taquiones se desplazarían a velocidades superlumínicas y tendrían un «tiempo propio» imaginario. En la obra se encuentran varios relojes señalando las 11:55, en referencia a la hora del Reloj del Apocalipsis. El smiley también recuerda a un reloj; la alargada mancha de sangre sería el minutero y estaría indicando los 55 minutos.
En el cómic, Adrian Veidt menciona el hecho de que Richard Nixon estaba en Dallas el día que el presidente John Fitzgerald Kennedy fue asesinado. Esto sucedió en realidad. Además, se sugiere que los periodistas Bob Woodward y Carl Bernstein fueron asesinados, lo que evitó que en la historia de la novela se produjese el escándalo del Watergate.

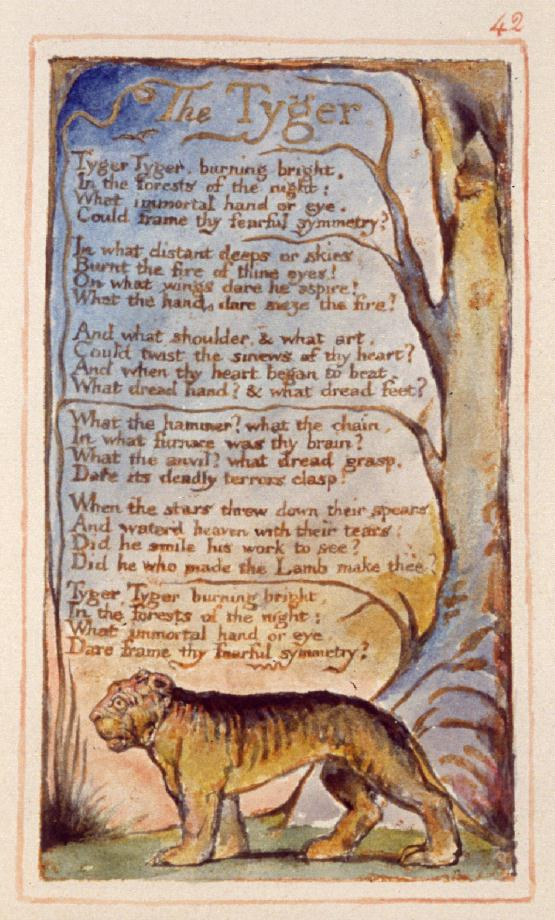
Lámina con el poema El tigre de William Blake.

A lo largo del capítulo Aterradora simetría hay algunas alusiones a la simetría, como cuando se ve un póster del álbum Aoxomoxoa, cuyo nombre es un palíndromo, del grupo Grateful Dead. Es más, dado el interés de Moore en la estructura narrativa, en la magia y en la historia del Reino Unido, es posible que este capítulo sea un homenaje al libro Fearful Symmetry: A study of William Blake, escrito en 1947 por Northrop Frye, un brillante teórico y crítico literario. En el libro, Frye revela el sistema oculto en el que se basan las obras de William Blake, bajo la influencia del poema de John Milton El paraíso perdido y de la Biblia. Aunque la obra de Blake fue despreciada debido a que se consideraba que dicho autor estaba loco, el trabajo de Frye consiguió revalorizarla. El epígrafe que figura al final del capítulo es un fragmento del poema de Blake El tigre:

Tyger Tyger, burning bright,
In the forests of the night:
What immortal hand or eye
Could frame thy fearful symmetry?
Tigre tigre, de ardiente brillo,
en los bosques de la noche:
¿qué ojo o mano inmortal
pudo concebir tu aterradora simetría?
El tigre epígrafe de William Blake.

Kitty Genovese, cuya historia relata Rorschach, fue una persona real que murió apuñalada sin que los numerosos testigos del crimen hiciesen nada para evitarlo. El comportamiento de los vecinos de Genovese ante su violación y asesinato inspiró los estudios psicológicos sobre lo que vendría a conocerse como el efecto espectador. Precisamente, en otro trabajo de Moore, V de Vendetta, se menciona el experimento de Milgram sobre obediencia a la autoridad, otro conocido estudio sobre psicología social.
Existen otras referencias culturales en la obra. Por ejemplo, entre los objetos que se ven en el suelo de la casa de Hollis Mason después de la irrupción de la turba, se encuentra un ejemplar de la novela Gladiator, de Philip Wylie, considerada como una fuente de inspiración en la creación de Superman. También hay varios anuncios e incluso comentarios respecto de la película de 1951 The Day the Earth Stood Still. Finalmente, Nova Express, la revista de Veidt que acusa al Dr. Manhattan de provocar cáncer, es el título de una novela de William Burroughs.
En el videojuego de Activision Spiderman 2: Enter Electro hace una clara referencia en el periódico Dealy Bugle con la frase Who Watches The Watchmen? dicho periódico es mostrado en la penúltima misión en la pantalla de carga del videojuego junto al titular Zeus's Tear.

## Recepción y crítica
Su éxito comercial ayudó a que DC tuviera durante un breve período más ventas que la editorial Marvel Comics, recibiendo elogios de toda la industria estadounidense del cómic, incluso de aquellos que trabajaban en otras editoriales, como Stan Lee, quien declaró que era su «cómic favorito de todos los tiempos no publicado por Marvel».
En la crítica anglosajona, se ganó la fama de ser la novela que permitió al cómic ser reconocido como un arte por derecho propio, en lugar de un medio menor o alternativo. La revista Time, que afirmó que Watchmen era, por consenso, lo mejor de la nueva generación de cómics del momento, alabó la serie como «un hito con mayúsculas de la imaginación, que combina ciencia-ficción, sátira política, guiños al pasado de los cómics y atrevidas reformulaciones de los formatos gráficos actuales en una historia de misterio y distopía». En palabras de Ricardo Aguilera y Lorenzo Díaz, "es la obra definitiva del tema porque acaba convirtiéndole en humano".
La serie también fue blanco de algunas críticas. Tom Shone cuestionó la complejidad de Watchmen, así como la participación de Gibbons en ella, criticando tanto la influencia ejercida por la obra como a Moore en general, preguntándose si realmente el «género de los cómics tenía que crecer». El propio Moore reconoce que el argumento recuerda mucho a un episodio de Más allá del límite titulado los arquitectos del miedo. Según él, cuando estaba elaborando la décima entrega, se encontró con una guía de programas de televisión de culto que destacaba dicho episodio y se sorprendió al comprobar las semejanzas con el final que ya había planeado. En el último número de Watchmen se incluye una alusión a dicho episodio: una televisión lo promociona. Moore también acepta su responsabilidad por la proliferación de historias sombrías protagonizadas por personajes clásicos del cómic que se produjo tras la publicación de la serie. En su crítica con motivo de la reedición de la obra, Dave Itzkoff, de The New York Times, afirma que seguramente Moore nunca persiguió ese propósito, sino que «es un terreno que en gran medida ha cedido a escritores y artistas que comparten su fascinación por la brutalidad, pero no su interés por sus consecuencias, su impaciencia por derrumbar viejas fronteras, pero no su instinto para encontrar otras nuevas».

## Premios
La obra fue galardonada con varios premios correspondientes a diversas categorías y géneros, incluyendo: el Premio Kirby en las categorías de «mejor serie limitada», «mejor serie nueva», «mejor escritor» y «mejor escritor/artista»; el Premio Harvey al «mejor escritor», «mejor dibujante», «mejor serie continuada o limitada», «mejor número dentro de una serie», «mejor novela gráfica», «mejor colorista» y «el Premio Harvey a la excelencia en la producción»; el Premio Eisner en las categorías de «mejor serie limitada», «mejor novela gráfica», «mejor escritor» y «mejor autor completo»; un Premio Hugo en la categoría de «otras formas».
Watchmen se convirtió en 1988 en la primera miniserie de comic books en conseguir un Premio Hugo, galardón otorgado a escritores de los géneros de ciencia ficción y fantasía. Además, es la única obra de su género que aparece en la lista elaborada en el año 2005 por la revista Time 100 best novels. 1923 to the present, que incluye una selección de cien novelas en lengua inglesa publicadas desde el año 1923, afirmando que estaba «contada con despiadado realismo psicológico, en una fuga de tramas que se entremezclan y con magníficas viñetas ricas en movimiento con temas que se reiteran... una palpitante lectura que quita el aliento y que marca un hito en la evolución de un arte joven». Watchmen fue la única novela gráfica incluida en la lista.

## Reediciones
Watchmen se publicó originalmente como una serie limitada formada por doce entregas. Con posterioridad, fue reeditada como una novela gráfica. Graphitti Designs publicó una edición especial en tapa dura en el año 1987, que incluye 48 páginas adicionales con las propuestas originales presentadas por los artistas, fragmentos del guion de Moore y bocetos de Gibbons. El 5 de octubre de 2005, cuando estaba a punto de cumplirse el vigésimo aniversario de la obra, DC publicó Absolute Watchmen, una edición en tapa dura en el formato Absolute de la editorial. Este libro incluye un nuevo trabajo de color realizado por John Higgins bajo la dirección de Dave Gibbons. Además, se recoge el material adicional presente en la edición de Graphitti Designs.
La obra fue publicada en España por primera vez por Ediciones Zinco a finales de los 80 en doce revistas encuadernadas en grapa. Posteriormente ha visto diversas ediciones:
- Una versión incompleta de Glénat España en tres álbumes que comprendían los seis primeros números originales (1993 - 1994).
- Tomo en cartoné por Norma Editorial (julio de 2000).
- Tomo en formato Absolute por parte de Planeta DeAgostini (mayo de 2007).
- Tomo en rústica por ECC Ediciones (mayo de 2013).
- Tomo en edición Deluxe por ECC Ediciones (diciembre de 2015).
- Tomo en cartoné por ECC Ediciones (junio de 2018).[66]

## Artículos comerciales

### Muñecos de DC Direct
DC Direct, una sección de DC, iba a producir una línea de muñecos basados en Watchmen con motivo del 15º aniversario de la obra. Concretamente, se planeaba realizar reproducciones del Dr. Manhattan, Espectro de Seda y el Comediante. Incluso se llegaron a mostrar prototipos en la Convención Internacional de Cómics de San Diego del año 2000. No obstante, la línea fue finalmente cancelada debido a la falta de apoyo por parte de los autores de la serie limitada. DC señaló en un comunicado de prensa que no seguirían adelante sin la aprobación de los mismos.
A pesar de la polémica anterior, a principios de 2009 DC Direct tenía prevista la venta de una nueva gama de figuras. En esta ocasión se publicitaron como muñecos de «Watchmen, la película».

### Otros productos
DC Comics también puso a la venta una edición limitada de insignias en las que aparecían personajes y escenas de la serie, además de una réplica del «smiley» manchado de sangre del Comediante. Estas insignias provocaron la aparición de un conflicto entre Moore y DC Comics, ya que la editorial sostenía que se trataba de «artículos promocionales» del cómic y no de productos comerciales, por lo que no debía pagar derechos de autor a Moore o a Gibbons. Además, DC también puso en circulación un reloj de pulsera, de nuevo con el «smiley». En 1988 DC publicó un conjunto de doce láminas de 25 x 38 cm, que incluían seis portadas de la edición francesa y seis carteles promocionales.

## Adaptaciones

### Before Watchmen
En el año 2012, DC Comics editó una serie de precuelas basadas en los personajes de Watchmen. Cada una de las precuelas se centraba en un personaje distinto y es obra de un autor diferente, como J. Michael Straczynski, Brian Azzarello, Darwyn Cooke, o Len Wein. La elección de artistas ligados al circuito independiente ha sido interpretado por la crítica como una muestra de respeto hacia la línea de trabajo de Moore

### Juego de rol
En el año 1987, Mayfair Games puso a la venta dos módulos y un libro de consultas basados en Watchmen para su juego de rol DC Heroes. Los módulos se titulaban Who Watches the Watchmen? («¿quién vigila a los vigilantes?») y Taking out the Trash («tirando la basura») y aportaban información aprobada por Moore sobre el universo ficticio del cómic. El libro de consulta, Watchmen Sourcebook (1990) incluía todavía más datos acerca de los personajes. En 1987, Grenadier Miniatures realizó una serie de miniaturas metálicas para que fuesen utilizadas en el juego de rol. Las figuras incluían a los personajes el Comediante, Búho Nocturno, el Espectro de Seda, Ozymandias, Rorschach, el Capitán Metrópolis, el Dr. Manhattan, Justicia Enmascarada, Moloch y la nave Arquímedes. La aprobación de Moore hizo que estos productos fuesen valorados por los seguidores de Watchmen como la única fuente externa de información acerca de la obra (especialmente en lo que se refiere a personajes secundarios, como los Minutemen o Moloch).

### Película
Warner Bros. confirmó en junio de 2006 que Zack Snyder dirigiría una adaptación a la gran pantalla de Watchmen, la cual se estrenó entre el 5 y 6 de marzo de 2009, dependiendo del país y el cambio horario. El reparto incluye a Patrick Wilson, Malin Akerman, Jackie Earle Haley, Billy Crudup, Matthew Goode y Jeffrey Dean Morgan. Con anterioridad, directores como Paul Greengrass, Terry Gilliam o Darren Aronofsky y el guionista David Hayter habían sido vinculados con el proyecto.
Aunque Moore pensaba que el guion de Hayter era medianamente fiel a la obra, afirmó que aun así no pretendía ver la película si esta llegaba a filmarse, argumentando que era innecesario adaptar una historia que funciona naturalmente bien en un medio a otro medio solo por capricho de Hollywood y para hacer dinero con su trabajo. «Moore rechaza tener su nombre relacionado con cualquier película». No obstante, Gibbons había señalado que pensaba que Snyder podía hacer una buena película y que él lo apoyaría.
El primer tráiler de la película se dio a conocer en julio de 2008 en la página web de Apple. Tras el estreno de la película las opiniones estaban divididas, algunos críticos reaccionaron muy bien, señalando que trasciende el formato de origen (el cómic) para situarse en el de una de las películas de superhéroes más sobresalientes de los últimos años. Mientras otros estaban de acuerdo con Moore y preferían que no se hubiera hecho una adaptación de algo que funciona perfectamente en un medio solo para hacer dinero.

### Serie de televisión
El 21 de junio de 2017, HBO anuncia la producción de una serie de televisión basada en la popular obra de Alan Moore y Dave Gibbons, con Damon Lindelof como máximo responsable. Lindelof ha actuado como showrunner de una importante producción televisiva de la plataforma de pago como fue el caso de The Leftovers.
El 31 de enero de 2018, el productor y showrunner Damon Lindelof (The Leftovers) anunció el fichaje de una de las directoras de esa serie de televisión, Nicole Kassel, para encargarse de la dirección del episodio piloto de Watchmen que la plataforma streaming HBO estrenó finalmente el 20 de octubre de 2019.

### Película animada
En julio de 2023, DC anunció en la SDCC 2023 una adaptación a película animada para su estreno en 2024. Watchmen Chapter I

### Watchmenen la literatura
El libro La piel del vigilante (2005) del poeta español Raúl Quinto está basado en Watchmen, siendo cada poema del volumen inspirado por un personaje del cómic.

### Fuente primaria
- Moore, Alan; Gibbons, Dave (1987). Watchmen. Nueva York: DC Comics. ISBN 0-930289-23-4.
- — (2000). Watchmen. Segunda edición. Agotado. Barcelona: Norma Editorial. ISBN 84-8431-139-2.
- — (2009). Absolute Watchmen. Tercera edición. Barcelona: Planeta de Agostini. ISBN 978-84-674-7327-8.

### Sobre Watchmen
- Aperlo, Peter (2009). Watchmen: El libro de la película. Barcelona: Norma Editorial. ISBN 978-84-9847-889-1.
- — (2009). El arte de Watchmen. Barcelona: Norma Editorial. ISBN 978-84-9847-890-7.
- Gibbons, Dave; Kidd, Chip (2009). Watching the Watchmen. Barcelona: Norma Editorial. ISBN 978-84-9847-882-2.
- Marín, Rafael (2009). W de Watchmen. Palma de Mallorca: Editorial Dolmen. ISBN 978-84-92458-27-1.
- AGUILERA, Ricardo y DÍAZ, Lorenzo (1989). Gente de cómic: De Flash Gordon a Torpedo. Madrid: Diario 16, suplemento de Gente.
- VV.AA. (2013). Radiografías de una explosión: Doce aproximaciones concéntricas a Watchmen. Madrid: Editorial Modernito Books. ISBN 978-84-939502-6-2.